# Армия преступников
Армия преступников (фр. L'armee du crime) — французский исторический военный фильм 2009 года Робера Гедигяна.

## Сюжет
В захваченном немцами Париже поэт Мисак Манушян объединяет вокруг себя тех, кто готов вести подпольную войну с захватчиками. Миссак и его товарищи организовывают теракты, распространяют листовки, в общем, портят нацистам жизнь всеми возможными способами. Долгое время оккупанты не могут понять — откуда взялось это движение сопротивления, и кто за всем этим стоит. Но, в конце концов, в феврале 1944 года им удается схватить подпольщиков. Двадцать три человека приговариваются к публичной смертной казни, но даже перед лицом смерти они не изменяют своим взглядам.
Пытаясь отреагировать на общественный гнев по поводу казней и дискредитировать бойцов сопротивления, правительство Виши напечатало и повесило тысячи плакатов, известных как L’Affiche rouge из-за красного фона, с фотографиями десяти мужчин и данными об их происхождении. Текст изображал подпольщиков мигрантами, террористами и преступниками. Французы писали на плакатах «фр. Morts pour La France» («Умер за Францию») — фраза, официально увековечивающая память солдат, погибших в бою.

## В ролях
- Симон Абкарян — Мисак Манушян
- Робинзон Стевенин — Марсель Рэйман
- Леопольд Сабатура — Симон Рэйман, младший брат Марселя
- Грегуар Лепренс-Ренге — Томас Элек, «Томми»
- Ариан Аскарид — мадам Элек, мать Томаса
- Виржини Ледуайен — Мелине Манушян, жена Мисака
- Лола Наймарк — Моник Стерн, девушка Марселя
- Вольфганг Писсорс — мсье Стерн
- Ютта Фильхабер — мадам Стерн
- Жан-Пьер Дарруссен — инспектор Пужоль из 11 округа Парижа
- Ян Трегуэ — комиссар Фернан Давид из специальных бригад (главный комиссар в 34 года)
- Иван Франек — Фери Бочов
- Ольга Легран — Ольга Банчик
- Мирза Халилович — Жозеф Давидович, известный как «Петра», венгр
- Серж Аведикян — Миша Азнавурян
- Кристина Галстян-Агуджян — Кнар Азнавурян
- Пьер Бандере — Люсьен Ротте, командир специальных бригад
- Лукас Бельво — Йозеф Эпштейн, «полковник Жиль»
- Эстебан Карвахаль Алегриа — Нарек Тавкорян
- Паула Кляйн — мадам Рэйман
- Борис Бергман — мсье Рэйман
- Жорж Баблуани — Патрисиу
- Мигель Феррера — Селестино Альфонсо
- Пьер Нине — Анри Келтекян
- Юрген Генуи — Раффенбах
- Жан-Клод Бурбо — Жозеф Дарнан
- Райнер Зиверт — немецкий офицер Кормель
- Патрик Боннель — мсье Элек
- Гарантия Мазурек — Марта Элек
- Ян Лубатьер — Бола Элек
- Кристин Брюхер — фермер
- Ален Лангле — директор школы
- Александру Поточан — Александр, муж Ольги
- Паскаль Черво — инспектор Бурлье
- Морис Дюрозье — доктор Калджян
- Ясмин Казарян — Кристина
- Жюльен Буанич — Саас
- Ксавье Хостен — Христос
- Вероника Бейвейс — мадам Фридман
- Лола Аккарди — подруга мадам Фридман
- Ален Готре — инспектор Баррашен
- Бертран Боссар — инспектор Дайме
- Ален Коши — полицейский
- Филипп Ле Мерсье — полицейский.

## Критика
Фильм был показан вне конкурса на Каннском кинофестивале 2009 года. На Rotten Tomatoes фильм имеет рейтинг 88% на основе 34 обзоров и средний рейтинг 68%. На Metacritic фильм получил 76 баллов из 100 на основе 9 рецензий, что означает «в целом положительные отзывы».
Фильм получил в основном положительные отзывы французских критиков, а веб-сайт AlloCiné присвоил ему 3,52 балла из 5,00 на основе двадцати пяти основных обзоров.